# Бенедиктин

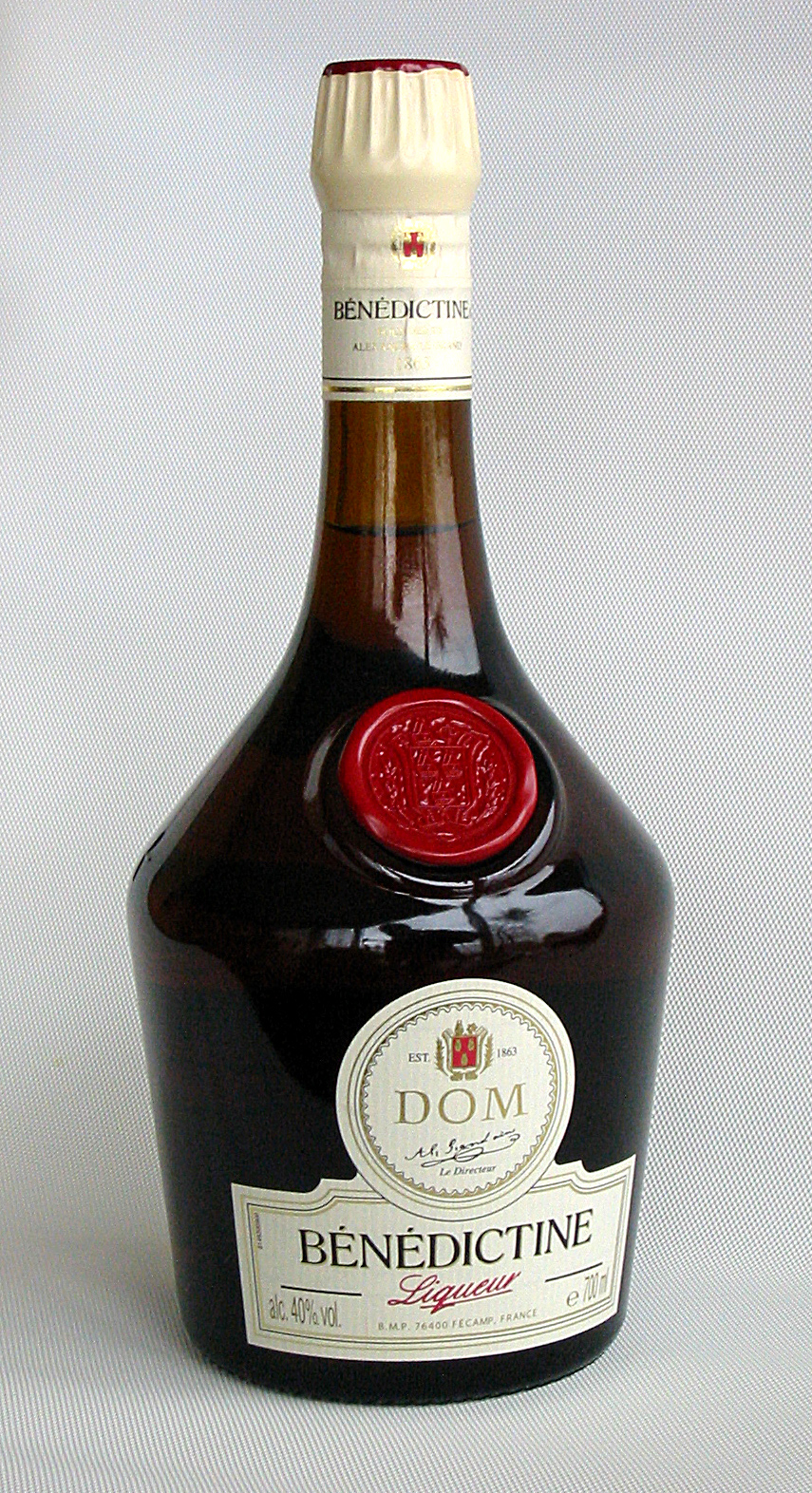

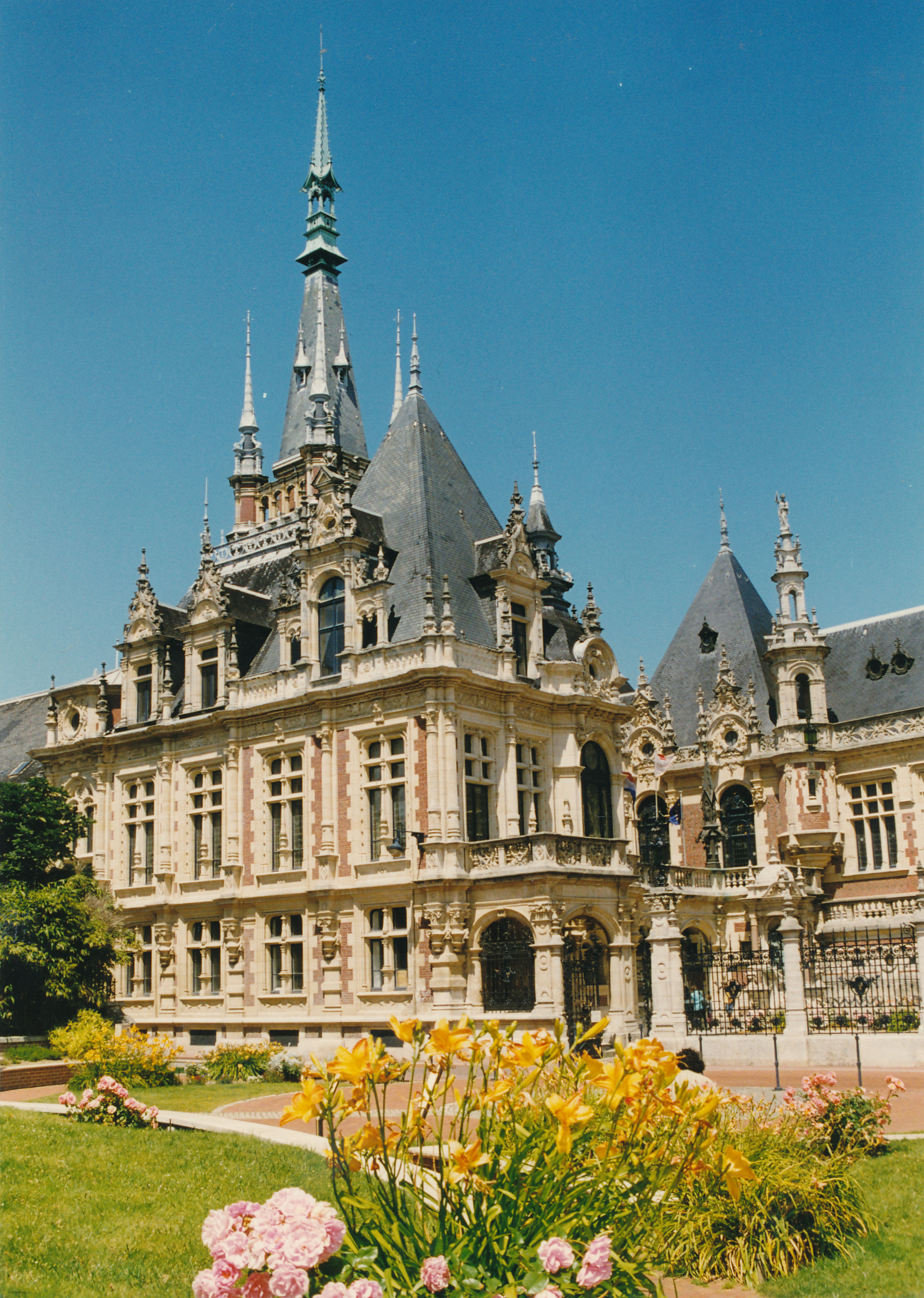
Палац бенедиктину в Фекамі

Бенедиктин (фр. Bénédictine) — міцний французький лікер на основі спирту з цукрового буряка, трав і меду. Міцність 40 % алкоголю.

## Історія напою
Бенедиктин винайшов в 1510 чернець Дон Бернардо Вінцеллі з монастиря св. Бенедикта в Фекамі, Нижня Нормандія, Франція.
На ярлику кожної пляшки Бенедиктин написані ініціали DOM, які означають « Deo Optimo Maximo », що перекладається як «Господу, Найкращому, Найбільшому» і є девізом Бенедиктинського Ордена.

Наприкінці XIX — початку XX століття на сторінках «Енциклопедичного словника Брокгауза і Ефрона» цей напій був описаний таким чином: 
 «Прагнення висміяти любов монастирської братії до тонких страв і хорошого вина виражається у французів не тільки в масі народних пісень, але і в назвах найуживаніших лікерів, як, напр., шартрез і бенедиктин. Останній готується в абатстві Фека (Fecamp) в Нижній Нормандії, де колись бенедиктинці мали свій монастир, тепер уже давно закритий; незважаючи, однак, на це, в рекламах про Б. досі говориться, що „жодна пляшка не повинна йти в продаж без печатки настоятеля“. — Лікер Б. готується настоюванням коньяку на особливих травах, зібраних на березі моря. Коньяк виробляють в цьому самому місці, на величезному заводі в готичному стилі, при якому є цікавий музей місцевих древностей.»
У бурхливі й трагічні часи Великої французької революції абатство було закрито, а рецепт бенедиктину загублений. Однак, як свідчить місцева легенда, 1863 року нормандський виноторговець Олександр Легран знайшов старовинний фоліант із зашифрованими рецептами монахів і зумів відновити один з них.
В 1876 році Легран створив компанію «Бенедиктин», домігшись від глави ордена офіційного дозволу на ексклюзивне право виробляти лікер. Розбагатівши на лікері, підприємливий Легран побудував в Фекамі розкішний музей-палац, назвавши його «Палац бенедиктину».

Три види Бенедиктину (ординарний, витриманий і В & В) виробляються і сьогодні, вони є заслужено популярними.

## Склад
Склад напою тримається в найсуворішому секреті і становить виробничу таємницю. Нібито тільки 3 людини одночасно можуть знати всі нюанси його приготування.
Відомо, що до складу входять:
Ялівець, шафран, арніка, меліса, чай, чебрець, коріандр, гвоздика , лимон, ваніль, апельсинова цедра, мед і кориця, використовується понад 27 різних трав.

## Вживання напою
Бенедиктин вживається в чистому вигляді з льодом, або використовується для приготування коктейлів (наприклад Обліпиховий тодді, Лікі, B & B або шотландський смеш), а також цінується любителями кави з лікером.